# Kolkerheide
Kolkerheide là một đô thị thuộc huyện Nordfriesland, bang Schleswig-Holstein, Đức.